# Talbrücke Wilde Gera
Die Talbrücke Wilde Gera der Bundesautobahn 71 östlich von Oberhof war mit 252 m  Spannweite von der Fertigstellung im Jahr 2000 bis zur Fertigstellung der Talbrücke Froschgrundsee und der gleich weit spannenden Grümpentalbrücke im Jahr 2011 die längste Stahlbetonbogenbrücke Deutschlands. Sie überspannt die Wilde Gera, die Bahnstrecke Neudietendorf–Ritschenhausen und die Landesstraße 2149 zwischen Gräfenroda im Norden und Gehlberg im Süden.

## Geschichte
Die Brücke liegt im Zuge der A 71 im Thüringer Wald zwischen den Anschlussstellen Gräfenroda und Oberhof in geringem Abstand nördlich des Rennsteigtunnels und wurde in den Jahren 1997 bis 2000 erbaut. Sie überspannt mit einer Gesamtlänge von 552 m in einer maximalen Höhe von 110 m über Grund das Tal der Wilden Gera bei Gehlberg mit der im Talgrund verlaufenden Landesstraße (L 2149) und der Bahnstrecke Neudietendorf–Ritschenhausen zwischen Zella-Mehlis und Gräfenroda. Zunächst als Pfeilerbrücke geplant, wurde als Sondervorschlag die Bogenbrücke ausgeführt, um so die Gründung der Pfeiler in einer alten Mülldeponie sowie an dem altersschwachen Bahndamm zu vermeiden. Die Brücke hat im Grundriss einen Radius von 7800 m und ein Längsgefälle von 2,56 %. Sie kostete ungefähr 45,8 Millionen DM, was nach heutiger Währung rund 36,9 Mio. EUR entspräche.
Am 12. März 2006 wurden die Ingenieure, die die Brücke planten, mit dem ersten Deutschen Brückenbaupreis ausgezeichnet. Gelobt wurden die filigrane Ausführung der Brücke sowie die Anpassung an die landschaftliche Umgebung.

## Überbau
Der 3,74 m hohe Überbau besteht aus einem einzelligen unten 7,6 m und oben 11 m breiten Stahltrog mit Schrägstreben aus Stahlrohren und, als Verbundquerschnitt ausgebildet, der 26,3 m breiten Stahlbetonfahrbahnplatte. Die Feldweiten des 14-feldrigen Überbaus betragen 30 m – 36 m – 10 × 42 m – 30 m – 36 m. Der Ruhepunkt des Überbaus mit den festen Lagern in Längsrichtung ist im Bogenscheitel.

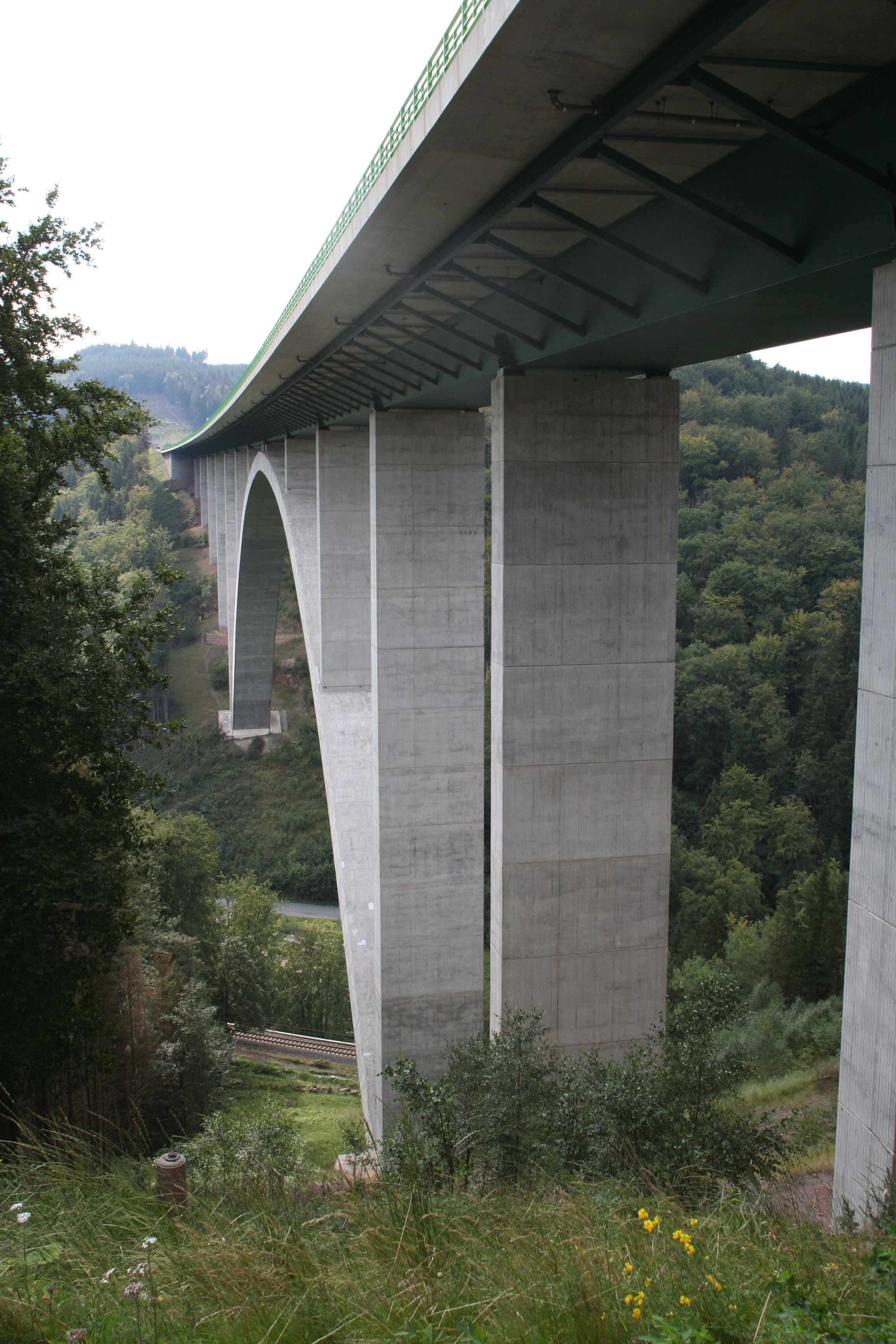
Blick Richtung Rennsteigtunnel

Der Stahlüberbau wurde von dem Widerlager West aus im Taktschiebeverfahren abschnittsweise mit Taktlängen von 63 m eingeschoben. Anschließend wurde die Stahlbetonfahrbahnplatte, deren Dicke zwischen 20 cm am Kragarmende und 45 cm über den Stegen des Hohlkastens variiert, mit einem Schalwagen in Abschnitten mit Längen von maximal 21 m hergestellt.

## Unterbauten
In Brückenmitte wird der Überbau von einem Stahlbetonbogen mit 252 m Spannweite abgetragen. Der Bogenquerschnitt ist ein 10,30 m breiter zweiteiliger Hohlkasten mit Wandstärken zwischen 30 und 40 cm. Die Bauhöhe beträgt an den Kämpferfundamenten maximal 5,50 m und verringert sich zum Bogenscheitel hin auf 3,30 m. Die Kämpferfundamente, in welchen der Bogen eingespannt ist, sind bis zu 6,00 m dick und haben Grundrißabmessungen von 17 m × 14,5 m. Die Herstellung des Bogens erfolgte im Freivorbau mit Taktlängen von ungefähr 6 m. Gehalten wurde der Bogen mit Hilfsabspannungen, die im Fels verankert waren. Während der Herstellung wurden sämtliche Bauwerksverformungen mit Hilfe eines umfangreichen Messprogramms überwacht.
Die Pfeiler haben einen Hohlkastenquerschnitt mit Abmessungen von 2,5 × 9,0 m (Kämpferpfeiler 3,5 × 9,0 m) und 0,4 m Wanddicke.

## Dokumentarfilme
Mitteldeutschlands Rekordbrücken – vergessene Katastrophen und spektakuläre Konstruktionen. MDR, Echt, Folge 228, 2015.